# Hansjörg Jäkle
Hansjörg Jäkle (Schonach im Schwarzwald, 19 de octubre de 1971) es un deportista alemán que compitió en salto en esquí. 
Participó en dos Juegos Olímpicos de Invierno, obteniendo dos medallas en la prueba de trampolín grande por equipos, oro en Lillehammer 1994 (junto con Christof Duffner, Dieter Thoma y Jens Weißflog) y plata en Nagano 1998 (con Sven Hannawald, Martin Schmitt y Dieter Thoma).
Ganó dos medallas en el Campeonato Mundial de Esquí Nórdico, plata en 1995 y bronce en 1997.

## Palmarés internacional
| Juegos Olímpicos   | Juegos Olímpicos      | Juegos Olímpicos  | Juegos Olímpicos |
| Año                | Lugar                 | Medalla           | Prueba           |
| ------------------ | --------------------- | ----------------- | ---------------- |
| 1994               | Lillehammer (Noruega) | Medalla de oro    | TG por equipos   |
| 1998               | Nagano (Japón)        | Medalla de plata  | TG por equipos   |
| Campeonato Mundial |                       |                   |                  |
| Año                | Lugar                 | Medalla           | Prueba           |
| 1995               | Thunder Bay (Canadá)  | Medalla de plata  | TG por equipos   |
| 1997               | Trondheim (Noruega)   | Medalla de bronce | TG por equipos   |